# French Hill
James French Hill (Little Rock, 5 dicembre 1956) è un politico statunitense, membro della Camera dei Rappresentanti per lo stato dell'Arkansas dal 2015.

## Biografia
Nato a Little Rock, dopo gli studi in economia alla Vanderbilt e alla UCLA, Hill divenne banchiere.
Per alcuni anni lavorò alla Casa Bianca come collaboratore dell'amministrazione George H. W. Bush e fu poi consigliere del governatore dell'Arkansas Mike Huckabee.
Quando nel 2014 il deputato Tim Griffin annunciò il suo ritiro dalla Camera dei Rappresentanti, Hill si candidò per il suo seggio come membro del Partito Repubblicano e riuscì ad essere eletto.